# Xestoleberis profundis
Xestoleberis profundis is een mosselkreeftjessoort uit de familie van de Xestoleberididae. De wetenschappelijke naam van de soort is voor het eerst geldig gepubliceerd in 1987 door Whatley & Coles.